# 厄剌托

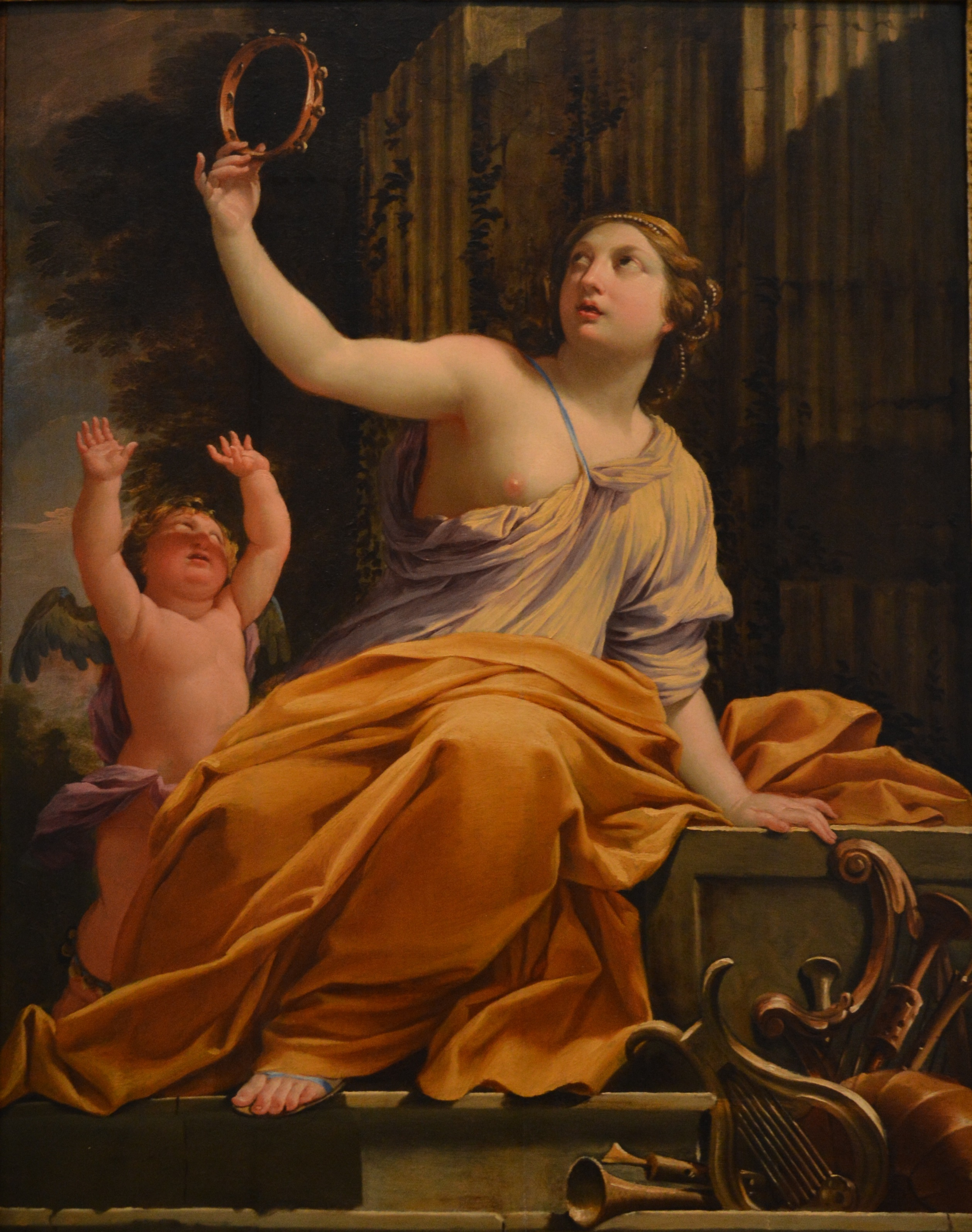
厄剌托和厄罗斯

厄剌托（希腊语：Ερατώ，字面意思为“可爱的人”或“情人”）希腊神话中的9位缪斯之一。
赫西俄德在《神谱》中提到了厄剌托与其他几位缪斯的名字。厄剌托是缪斯中司掌爱情诗者，古典作家经常把她与爱情联系在一起。但在前3世纪之前，缪斯们并不与特定的诗歌种类联系在一起，可见关于厄剌托主司爱情诗的说法是后来产生的。俄国大诗人普希金在他的作品中也引用过厄剌托的典故。
在古代，恋爱的少男少女们经常祈求厄剌托带给他们幸福，尤其是在4月。俄耳甫斯教的圣歌则称颂厄剌托迷住了人们的目光。文艺复兴时期的艺术作品中，经常把厄剌托描绘成一位手持七弦琴的妙龄女郎。
小行星62号效神星的名字来自厄剌托。

## 资料来源
- 《世界神话辞典》，辽宁人民出版社，ISBN 7-205-00960-X
- 《神话辞典》，（苏联）M·H·鲍特文尼克等，统一书号：2017·304